# HMS Spiggen (1990)

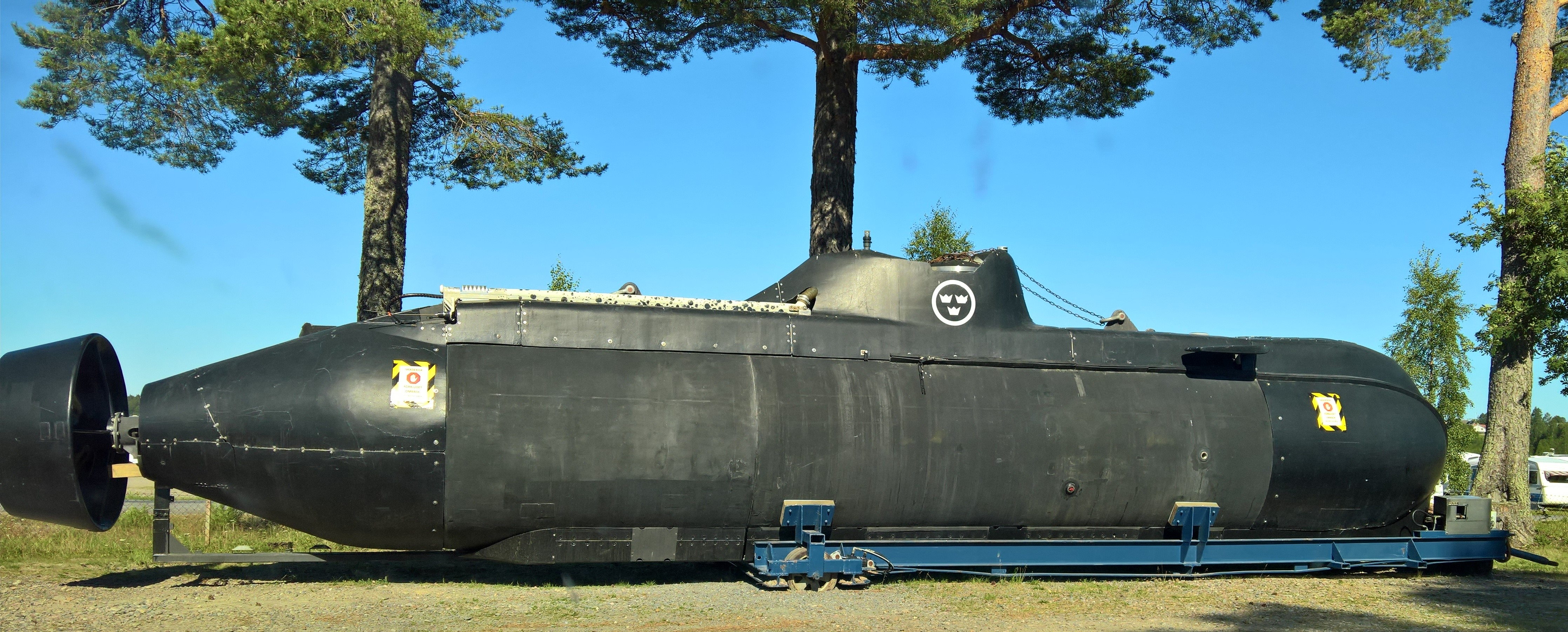
HMS Spiggen i Töre hamn där den stod år 2016.

HMS Spiggen är en miniubåt i den svenska marinen. År 1954 byggdes den första miniubåten i den svenska flottan. Miniubåten byggdes år 1990 för första ubåtsflottiljen som målubåt vid ubåtsjaktövningar. Med en längd av 11 meter och ett deplacement på 12 ton i ytläge, har den plats för tre-fyra personer.

## Utrangering
Spiggen slutade användas under 2000-talet. Den förrådställdes och utrangerades från den svenska flottan omkring år 2013. 2014 skänktes den till Kalix kommun, och i oktober 2014 fanns den i ett kommunalt förråd i Kalix i avvaktan på att senare ställas ut.
Det bestämdes 2015 att föreningen Siknäsfortet skulle överta miniubåten, varpå den flyttades till Töre hamn för att bli ett museiobjekt. Anledningen att placera den just vid Törefjärden var p.g.a. ubåtsjakterna efter en misstänkt miniubåt som skedde där på 1980-talet.

### Debatt
Utrangeringen och bortskänkandet av HMS Spiggen uppskattades inte av alla, och en debatt uppstod angående lämpligheten att slopa fullt fungerande försvarsmateriel.

### Museilokal
Efter att ubåten stått förvarad i några år vid Töre hamn byggde museiföreningen Siknäsfortet en museilokal som invigdes 2019.